# تدی ویلسون
تدی ویلسون (انگلیسی: Teddy Wilson؛ ۲۴ نوامبر ۱۹۱۲ – ۳۱ ژوئیهٔ ۱۹۸۶) موسیقی‌دان و پیانیست جاز و سوینگ اهل ایالات متحده آمریکا بود. پیانونوازی‌های پیچیده و صاحب‌سبک او در آثار بزرگان بسیاری از موسیقی جاز همچون لویی آرمسترانگ، ارل هاینز، بیلی هالیدی، لستر یانگ، لنا هورن و بنی گودمن شنیده می‌شود. او از نخستین نوازندگان سیاه‌پوستی بود که با موسیقی‌دانان سفیدپوست کار کرد.